# クリスマス・ギフト・フォー・ユー・フロム・フィル・スペクター
『クリスマス・ギフト・フォー・ユー・フロム・フィル・スペクター』 (A Christmas Gift for You from Phil Spector) は、1963年に発売されたフィル・スペクターによるクリスマス・アルバム。1963年発売当時の題名は「クリスマス・ギフト・フォー・ユー・フロム・フィレス・レコード（A Christmas Gift for You from Philles Records）」。1987年にはライノ・レコードからCDとして発売された。
ザ・ロネッツ、ボブ・B・ソックス＆ブルージーンズ、クリスタルズ、ダーレン・ラヴがボーカルとして参加している。
ローリング・ストーンの選ぶオールタイム・グレイテスト・アルバム500において第142位。
1989年にアブコ・レコードからリマスター盤が発売。フィレス・レコードの販売権を得たソニー・ミュージックエンタテインメントが、2009年10月29日に子会社・レガシー・レコーディングスから再発売している。イギリスでは本作に収録されていない「ジングルベル・ロック」や「レット・イット・スノウ」を収録し順番を組み換えたカバーアルバムが2003年に発売され日本でもタワーレコードで発売された。

## 収録曲
1. White Christmas / Darlene Love [2:52]
（作詞・作曲：Irving Berlin）
  - 原曲はBing Crosby。
2. Frosty the Snowman / The Ronettes [2:16]
（作詞・作曲：Steve Nelson, Walter Rollins）
  - 原曲はGene Autry & The Cass County Boys。
3. The Bells of St. Mary's / Bob B. Soxx & the Blue Jeans [2:54]
（作詞：Douglas Furber 作曲：A. Emmett Adams）
4. Santa Claus Is Coming to Town / The Crystals [3:24]
（作詞：Haven Gillespie 作曲：J. Fred Coots）
  - 原曲はGeorge Hall。
5. Sleigh Ride / The Ronettes [3:00]
（作詞：Mitchell Parish 作曲：Leroy Anderson）
  - 原曲（ボーカル入り）はThe Andrews Sisters。
6. Marshmallow World / Darlene Love [2:23]
（作詞：Carl Sigman 作曲：Peter DeRose）
7. I Saw Mommy Kissing Santa Claus / The Ronettes [2:37]
（作詞・作曲：Tommie Connor）
  - 原曲はJimmy Boyd。
8. Rudolph the Red-Nosed Reindeer / The Crystals [2:30]
（作詞・作曲：Johnny Marks）
  - 原曲はGene Autry。
9. Winter Wonderland / Darlene Love [2:25]
（作詞：Dick Smith 作曲：Felix Bernard）
  - 原曲はRichard Himber。
10. Parade of the Wooden Soldiers / The Crystals [2:55]
（作詞・作曲：Leon Jessel）
11. Christmas (Baby Please Come Home) / Darlene Love	[2:45]
（作詞・作曲：Ellie Greenwich, Jeff Barry, Phil Spector）
12. Here Comes Santa Claus / Bob B. Soxx & the Blue Jeans [2:03]
（作詞・作曲：Gene Autry and Oakley Haldeman）
  - 原曲はGene Autry。
13. Silent Night / Phil Spector and Artists [2:08]
（作詞：不詳 原詞：Josef Mohr 作曲：Franz X. Gruber）

## 参加ミュージシャン
- "Teenage" Steve Douglas - Horn
- Jay Migliori - Horn
- Roy Caton - Horn
- Louis Blackburn - Horn
- Tom "Arbuckle" Tedesco - Guitar
- Bill Pitman - Guitar
- Irv Rubins - Guitar
- Nino Tempo - Guitar
- Barney Kessel - Guitar
- Leon Russell - Piano
- Don Randi - Piano
- Al Delory - Piano
- Ray Pohlman - Bass
- Jimmy Bond - Bass
- Hal Blaine - Drums
- Frank Kapp - Percussion
- Sonny Bono - Percussion
- Jack Nitzsche - Percussion
- Johnny Vidor Strings - Strings